# Kirchliche Hochschule

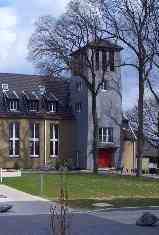
Campus der Kirchlichen Hochschule Wuppertal

Als kirchliche Hochschulen werden im allgemeinen Sprachgebrauch Hochschulen in kirchlicher Trägerschaft sowohl evangelischer wie katholischer Konfession bezeichnet. Sie sind in der Regel staatlich anerkannte Hochschulen, meist mit einem Schwerpunkt in den Fächern Theologie, Philosophie, Sozialarbeit, Pflegewissenschaft oder Pädagogik. Katholische Hochschulen entstanden seit dem frühen 19. Jahrhundert als Antwort auf die Säkularisierung des höheren Bildungswesens, evangelische Hochschulen seit Anfang des 20. Jahrhunderts.
Kirchliche Hochschulen (KiHo) im engeren Sinne, die diese Bezeichnung auch im Namen führen, sind bzw. waren hingegen ausschließlich evangelische Hochschulen in der Trägerschaft verschiedener Landeskirchen. Sie entstanden seit Beginn des 20. Jahrhunderts (Bethel: 1905), vor allem aber nach dem Ende des Nationalsozialismus, als betont staatsferne Ausbildungsstätten für den theologischen und diakonischen Nachwuchs.

## Deutschland
Zurzeit gibt es in Deutschland 42 staatlich anerkannte Hochschulen in kirchlicher Trägerschaft, davon 13 Hochschulen mit Promotionsrecht, 21 Fachhochschulen ohne Promotionsrecht sowie 8 Kunst- und Musikhochschulen.
Laut Statistischem Bundesamt waren 2013 an den kirchlichen Hochschulen in Deutschland ca. 29.000 Studierende eingeschrieben, von denen 73 Prozent Frauen waren. Dieser überdurchschnittlich hohe Anteil resultiert daraus, dass mehr als die Hälfte der Studierenden im Studienbereich Sozialwesen eingeschrieben waren, der einen Frauenanteil von mehr als drei Vierteln aufweist. Im Jahr 2013 beschäftigten die Hochschulen in kirchlicher Trägerschaft wissenschaftliches und künstlerisches Personal im Umfang von 1.500 Vollzeitäquivalenten, davon 700 Professoren. Die Ausgaben der kirchlichen Hochschulen beliefen sich 2013 auf 210 Millionen Euro. Die Ausgaben je Studierenden an kirchlichen Hochschulen lagen damit bei 7.200 Euro.

### Hochschulen mit Promotionsrecht

#### Evangelisch
- Augustana-Hochschule Neuendettelsau
- Evangelische Hochschule Freiburg
- Evangelische Hochschule Ludwigsburg
- Kirchliche Hochschule Wuppertal

#### Römisch-Katholisch
- Katholische Universität Eichstätt-Ingolstadt, Eichstätt und Ingolstadt
- Katholische Hochschule Freiburg, Freiburg im Breisgau
- Philosophisch-Theologische Hochschule Sankt Georgen, Frankfurt am Main
- Theologische Fakultät Fulda
- Hochschule für Philosophie München
- Philosophisch-Theologische Hochschule Münster
- Theologische Fakultät Paderborn
- Kölner Hochschule für Katholische Theologie
- Theologische Fakultät Trier
- Vinzenz Pallotti University, Vallendar

### Fachhochschulen und Hochschulen ohne Promotionsrecht

#### Evangelisch
- Evangelische Hochschule Berlin
- Fachhochschule der Diakonie
- Evangelische Fachhochschule Rheinland-Westfalen-Lippe, Bochum
- Evangelische Hochschule Darmstadt, Darmstadt und Schwalmstadt-Treysa
- Evangelische Hochschule Dresden
- Evangelische Hochschule für Soziale Arbeit & Diakonie, Hamburg
- Fachhochschule für Interkulturelle Theologie Hermannsburg
- Internationale Hochschule Liebenzell (IHL), Bad Liebenzell
- Evangelische Fachhochschule Ludwigshafen
- Evangelische Hochschule Tabor, Marburg
- Evangelische Fachhochschule für Religionspädagogik und Gemeindediakonie, Moritzburg
- Evangelische Hochschule Nürnberg

#### Römisch-Katholisch
- Katholische Hochschule Mainz, Mainz
- Katholische Stiftungsfachhochschule München, München und Benediktbeuern
- Katholische Hochschule Nordrhein-Westfalen (KatHO NRW), Aachen, Köln, Münster und Paderborn
- Katholische Hochschule für Sozialwesen Berlin (KHSB)

#### Freikirchlich
- Theologische Hochschule Elstal, Wustermark-Elstal (baptistisch)
- Theologische Hochschule Friedensau (Siebenten-Tags-Adventisten)
- Freie Theologische Hochschule Gießen
- Internationale Hochschule Liebenzell (IHL), Bad Liebenzell
- Lutherische Theologische Hochschule Oberursel (Selbständige Evangelisch-Lutherische Kirche)
- Theologische Hochschule Reutlingen (evangelisch-methodistisch)
- Theologische Hochschule Ewersbach, Dietzhölztal (Bund Freier evangelischer Gemeinden in Deutschland)

#### In Trägerschaft christlicher Organisationen
- CVJM-Hochschule, Kassel (Träger: CVJM-Gesamtverband in Deutschland e. V.)

### Hochschulen für Kirchenmusik

#### Evangelisch
- Hochschule für evangelische Kirchenmusik Bayreuth, Bayreuth
- Hochschule für Kirchenmusik Dresden, Dresden
- Evangelische Hochschule für Kirchenmusik Halle, Halle an der Saale
- Hochschule für Kirchenmusik Heidelberg, Heidelberg
- Hochschule für Kirchenmusik der Evangelischen Kirche von Westfalen, Herford / Witten
- Hochschule für Kirchenmusik Tübingen, Tübingen

#### Römisch-Katholisch
- Katholische Hochschule für Kirchenmusik Rottenburg, Rottenburg
- Hochschule für Katholische Kirchenmusik und Musikpädagogik Regensburg, Regensburg

### Ehemalige kirchliche Hochschulen

#### Evangelisch
- Kirchliches Auslandsseminar, Soest (1911–1919), Witten (1920–1924), Stettin-Kückenmühle (1924–1930), Ilsenburg (1930–1936) danach in der Illegalität
- Kirchliche Hochschule Hamburg (1948–1954, aufgegangen in der evangelisch-theologischen Fakultät der Universität Hamburg)
- Kirchliche Hochschule Berlin, (1945–1992, aufgegangen in der evangelisch-theologischen Fakultät der Humboldt-Universität Berlin)
- Die Kirchliche Hochschule Ostberlins, Sprachenkonvikt genannt, ging mit der Kirchlichen Hochschule Berlin-Zehlendorf zugunsten der Theologischen Fakultät in die Humboldt-Universität zu Berlin ein.
- Die Kirchliche Hochschule Naumburg wurde 1949 unter der Bezeichnung Katechetisches Oberseminar Naumburg gegründet und diente zur Ausbildung von Pfarrern und Katecheten für die evangelischen Kirchen der DDR. 1990 erhielt sie den Hochschulstatus. 1993 wurde sie auf Beschluss der Evangelischen Kirche der Kirchenprovinz Sachsen aufgelöst.
- Die Kirchliche Hochschule in Leipzig, Theologisches Seminar genannt (nicht zu verwechseln mit dem Lutherisch-Theologischen Seminar), wurde in die Theologische Fakultät der Universität Leipzig integriert.
- Zum 1. Januar 2007 fusionierten die Kirchliche Hochschule Wuppertal und die Kirchliche Hochschule Bethel zur Kirchlichen Hochschule Wuppertal/Bethel (Hochschule für Kirche und Diakonie) (siehe Liste oben). Während sich der Arbeitsbereich Bethel auf Diakoniewissenschaften konzentrierte, bildete der Arbeitsbereich Wuppertal Theologen aus. Zum 1. Januar 2022 schied das Institut für Diakoniewissenschaft und Diakoniemanagement in Bethel wieder aus und wurde in die Abteilung Evangelische Theologie der Fakultät für Geschichtswissenschaft, Philosophie und Theologie an der Universität Bielefeld eingegliedert. Seither ist Wuppertal wieder – wie schon bis 2006 – der einzige Standort der Kirchlichen Hochschule Wuppertal.[3]
- Evangelische Fachhochschule Hannover, seit 1. Januar 2007 in staatlicher Trägerschaft
- Die Hochschule für Kirchenmusik der Evangelischen Kirche der schlesischen Oberlausitz in Görlitz wurde zum 1. August 2008 geschlossen.

#### Römisch-Katholisch
- Katholisch-Theologische Fakultät Erfurt, seit 2003 Teil der Universität Erfurt
- Philosophisch-Theologische Hochschule Dillingen, 1971 aufgegangen in der neu gegründeten Universität Augsburg
- Philosophisch-Theologische Hochschule Königstein, gegründet 1947, Hochschule für Priesterseminaristen aus den Vertreibungsgebieten, aufgelöst 1978
- Die Katholische Hochschule für Kirchenmusik St. Gregorius in Aachen wurde 2007 geschlossen.
- Katholische Hochschule für Soziale Arbeit Saarbrücken, seit 2009 Fakultät der staatlichen HTW
- Philosophisch-Theologische Hochschule der Salesianer Don Boscos, Benediktbeuern, geschlossen zum Sommersemester 2013
- Gustav-Siewerth-Akademie, Bierbronnen, staatliche Anerkennung im Juli 2013 entzogen
- Katholische Fachhochschule Norddeutschland, zum Wintersemester 2005 geschlossen und in die FH Osnabrück bzw. Hochschule Vechta überführt

## Österreich
In Österreich kann die katholische Kirche aufgrund von Art. 5 § 1 des Konkordats theologische Lehranstalten errichten. Aufgrund von Art. 5 § 1 des Konkordats bestehen folgende Hochschulen:
- Philosophisch-Theologische Hochschule Benedikt XVI. in Heiligenkreuz
- Hochschule für Katholische Theologie Internationales Theologisches Institut in Trumau
- Philosophisch-Theologische Hochschule Klosterneuburg

§ 93 Abs. 1 Z 3 des Universitätsgesetzes 2002 sieht vor, dass den Absolventen der Theologischen Lehranstalten der akademische von einer staatlichen Universität verliehen wird. Die frühere Philosophisch-Theologische Hochschule St. Pölten wurde aufgrund dieser Rechtsgrundlage geführt.
Die Philosophisch-Theologische Hochschule Benedikt XVI. Heiligenkreuz darf aufgrund einens Notenwechsel des Bundesministeriums für europäische und internationale Angelegenheiten und dem Heiligen Stuhl selbst akademische Grade verliehen.
Die frühere Theologische Hochschule in Linz hatte eine Akkreditierung als Privatuniversität erworben und unterliegt dem Privathochschulgesetz (Katholisch-Theologische Privatuniversität Linz). Auch davor nahm sie – anders als vom Gesetz vorgezeichnet – mit Zustimmung des zuständigen Bundesministeriums ein selbständiges Graduierungsrecht in Anspruch. Dies wurde in kirchenrechtlichen Veröffentlichungen kritisiert, da keine gesetzliche Rechtsgrundlage vorläge.
Ferner hat die katholische Kirche private Pädagogische Hochschulen errichtet. Diese unterstehen den für alleprivate Pädagogische Hochschulen geltenden Vorschriften des Hochschulgesetzes 2005.

## Schweiz

### Römisch-Katholisch
- Theologische Hochschule Chur, Träger Bistum Chur
- Theologische Fakultät Lugano, Träger Bistum Lugano

### Reformiert
- Haute école de théologie St-Légier

## Frankreich

### Reformiert
- Faculté Jean Calvin

### Orthodox
- Institut de Théologie Orthodoxe Saint-Serge

## Italien
- Päpstliche Universität Gregoriana in Rom
- Päpstliche Universität Heiliger Thomas von Aquin in Rom

## Russland

### Orthodox
- Geistliche Akademie Sankt Petersburg
- Moskauer Geistliche Akademie
- Orthodoxe Universität St. Tichon[10]
- Orthodoxes Theologisches Institut St. Philaret[11]
- Hochschule für Theologie und Philosophie Sankt Petersburg[12]

### Evangelisch
- Theologisches Seminar der Evangelisch-Lutherischen Kirche in Russland, der Ukraine, in Kasachstan und Mittelasien in Nowosaratowka, gegründet 1997

## Schweden

### Römisch-Katholisch
- Newmaninstitut Uppsala[13]

## Türkei
- Seminar von Chalki
- Surp Haç Ermeni Lisesi
- Kloster von Armasch

## Ukraine
- Ukrainische Katholische Universität

## USA

### Anglikanisch
- General Theological Seminary, New York (Episcopal Church in the USA)
- St. Alcuin House Seminary

### Römisch-Katholisch
- Katholische Universität von Amerika, Washington, DC
- Catholic Distance University[14]
- DePaul University, Chicago, IL[15]
- Franciscan University of Steubenville[16]
- University of Notre Dame, South Bend, IN

### Orthodox
- St. Vladimir’s Orthodox Theological Seminary
- Antiochian St. Athanasius Theological Academy[17]
- St. Elias School of Orthodox Theology[18]